# Gillis Coymans
Gillis Coymans (20 april 1690 - Kopenhagen, 30 april 1757), heer van Bruchem en hoogheemraad van de Beemster, was een lid van de firma Coymans, bewindhebber van de Vereenigde Oostindische Compagnie, directeur van de Sociëteit van Suriname (1718) (?) en resident in Denemarken van 1729 tot zijn dood. Hij was ongehuwd en zijn jongste broer Balthasar Coymans (1699-1759) erfde een half miljoen gulden.